# Ursula Knaak
Ursula Knaak (* 15. März 1918; † 26. Februar 2011) war eine deutsche Kinder- und Jugendpsychiaterin und Hochschullehrerin.

## Leben
Nach einem Medizinstudium begann Ursula Knaak 1956 als Ärztin für Kinderheilkunde sowie Kinder- und Jugendpsychiatrie in der Kinderheilanstalt Hannover auf. 1962 wurde sie dort Chefärztin der neuen Abteilung Kinder- und Jugendpsychiatrie. 1963 promovierte sie an der Universität Göttingen. Von 1971 bis 1973 war sie zusätzlich ärztliche Direktorin des Kinderkrankenhauses auf der Bult. 1985 ging sie in den Ruhestand, engagierte sich aber noch bis 1998 als Vorstandsmitglied im Verein der Freunde der Hannoverschen Kinderheilanstalt e.V.
Ursula Knaak wurde in Neuss bestattet.

## Auszeichnungen
- 1978: Honorarprofessur der Medizinischen Hochschule Hannover

## Schriften
- Möglichkeiten der Frühdiagnose von Hirntumoren im Kindes- und Jugendalter: Die Frühsymptome. Dissertation, Universität Göttingen, 1963.